# Curley
Curley – miejscowość i gmina we Francji, w regionie Burgundia-Franche-Comté, w departamencie Côte-d’Or.
Według danych na rok 1990 gminę zamieszkiwało 85 osób, a gęstość zaludnienia wynosiła 15 osób/km² (wśród 2044 gmin Burgundii Curley plasuje się na 825. miejscu pod względem liczby ludności, natomiast pod względem powierzchni na miejscu 1197.).